# Бёгеляйн, Карл
Карл Бёгеля́йн (нем. Karl Bögelein; 28 января 1927, Бамберг — 9 августа 2016) — западногерманский футболист и футбольный тренер, играл на позиции вратаря.

## Биография

### Игровая карьера
Бёгеляйн начал карьеру в клубе «Бамберг», в котором играл до 1951 года.
Затем он перешёл в «Штутгарт», с которым были связаны главные успехи в его карьере. В составе «швабов» Бёгеляйн отыграл шесть сезонов, выиграл чемпионский титул в 1952 году и Кубок Германии в 1954 году. Всего во всех турнирах сыграл за «Штутгарт» 198 матчей. В 1957 году перешёл в «Ройтлинген 05», в котором отыграл шесть сезонов и в 1963 году завершил карьеру в возрасте 36 лет.

### Тренерская и административная карьера
Завершив карьеру, работал в системе «Штутгарта» как с молодёжной, так и с основной командой. В 1972 и 1976 годах он в качестве главного тренера возглавлял «швабов». Он был одним из инициаторов так называемых «Monday Kickers», когда бывшие игроки «Штутгарта», завершившие карьеру, встречаются чтобы поиграть между собой в футбол.

### Смерть
Скончался 9 августа 2016 года в возрасте 89 лет.

## Достижения
«Штутгарт»
- Чемпион Германии (1) : 1952
- Обладатель Кубка Германии (1) : 1953/54